# Rasun-Anterselva
Rasun-Anterselva (tiếng Đức: Rasen-Antholz) là một comune ở Nam Tirol trong vùng Trentino-Nam Tirol của Ý, có vị trí cách khoảng 110 km về phía đông bắc của thành phố Trento và khoảng 60 km về phía đông bắc của thành phố Bolzano, ở biên giới với Áo. Tại thời điểm ngày 31 tháng 12 năm 2004, đô thị này có dân số 2.776 người và diện tích là 121,1 km².
Đô thị Rasen-Antholz có các frazioni (các đơn vị cấp dưới, chủ yếu là các làng) Anterselva di Sotto (Antholz Niedertal), Anterselva di Mezzo (Antholz Mittertal), Anterselva di Sopra (Antholz Obertal), Nove Case (Neunhäusern), Rasun di Sotto (Niederrasen) and Rasun di Sopra (Oberrasen).
Rasen-Antholz giáp các đô thị: Bruneck, Gsies, Percha, Olang, Sand in Taufers, Welsberg-Taisten và Sankt Jakob in Defereggen (Áo).